# Арпино, Джованни
Джованни Арпино (27 января 1927 — 10 декабря 1987) — итальянский писатель и журналист.

## Биография
Арпино родился в Пуле (Хорватия) у пьемонтских родителей, переехал в Бра в провинции Кунео. Здесь он женился на Катерине Бреро, прежде чем переехать в Турин, где остался на всю оставшуюся жизнь.
Окончил университет в 1951 году с диссертацией о русском поэте Сергее Есенине, а в следующем году дебютировал в литературе с романом «Sei stato felice, Giovanni», опубликованным издательством Эйнауди.
Занимался спортивной журналистикой, писал для ежедневных газет La Stampa и Il Giornale; вместе с Джованни Брера в La Gazzetta dello Sport он привнёс новое литературное качество в итальянскую литературу о спорте. Его самой важной работой в этом направлении был футбольный роман 1977 года «Синяя тьма». В Италии он познакомился с аргентинским писателем и коллегой-энтузиастом спорта Освальдо Сориано.
Арпино также писал пьесы, рассказы, эпиграммы и рассказы для детей.
Награждён премией Стрега 1964 года за «L’ombra delle colline», премией Кампьелло 1972 года с «Randagio è l’eroe» и 1980 года за «Il fratello italiano». Его романы характеризуются сухим и ироничным стилем.
На основе романа «Un delitto d’onore» Пьетро Джерми в 1962 году снял высоко оценённую кинокомедию «Развод по-итальянски» с Марчелло Мастроянни.
Рассказ «Il buio e il miele» был экранизирован в дважды: Дино Ризи «Запах женщины» (1974) с Витторио Гассманом и Мартином Брестом «Запах женщины» (1992), который принес Аль Пачино Премию «Оскар» за лучшую мужскую роль.
Арпино умер в Турине в 1987 году. Его связи с городом Бра, где прошло его детство, были поддержаны созданием многофункционального культурного центра и премией в области детской литературы.

## Работы
- Sei stato felice, Giovanni (1952)
- Gli anni del giudizio (1958)
- La suora giovane (1959)
- Un delitto d'onore (1960)
- Una nuvola d’ira (1962)
- L’ombra delle colline (1962)
- Un’anima persa (1966)
- La babbuina (1967)
- Il buio e il miele (1969) переводится как Мрак и мёд (2012)
- Randagio è l’eroe (1972)
- Racconti di vent’anni (1974)
- L’assalto al treno ed altre storie (1974)
- Rafé e Micropiede (1974)
- Domingo il favoloso (1975)
- Il primo quarto di luna (1976)
- Azzurro tenebra (1977)
- Il fratello italiano (1980)
- Le mille e una Italia (1980)
- Un gran mare di gente (1981)
- Bocce ferme (1982)
- La sposa segreta (1983)
- Il contadino Genè (1985)
- Passo d'addio (1986)
- La trappola amorosa (посмертно, 1988)

В 2005 году издательство Мондадори опубликовало сборник избранных произведений под редакцией литературного критика Джорджо Барбери Скуаротти.

## Фильмография
- В Renzo e Luciana, эпизоде из Боккаччо-70, взятом из L’avventura di due sposi Итало Кальвино и режиссера Марио Моничелли (1962), Арпино работал над сценарием вместе с Кальвино, Сузи Чекки Д’Амико и Марио Моничелли.
- Его Il buio e il miele был превращен в известный и многократно отмеченный призами фильм «Запах женщины» (1974) режиссера Дино Ризи с Витторио Гассманом в роли капитана Фаусто Консоли и Агостиной Белли в роли Сары. Этот фильм, в свою очередь, был переделан в 1992 году под названием «Запах женщины» (1992).
- В 1977 году фильм Дино Ризи «Потерянная душа» с Витторио Гассманом в роли Фабио Штольца и Катрин Денев в роли Софии Штольц был свободно экранизирован по одноименному роману Арпино.
- В документальном фильме 1991 года для французского телесериала Un livre un jour Арпино появился в роли самого себя.